# Tour de France de 2020
A 107.ª edição do Tour de France foi uma corrida de ciclismo de estrada por etapas que se celebrou entre 29 de agosto e 20 de setembro de 2020 sobre uma distância total de 3 470 quilómetros repartidos em 21 etapas como início na cidade de Nice para terminar no tradicional circuito pelos Campos Elíseos em Paris.
A corrida foi a primeira e a mais importante das denominadas Grandes Voltas da temporada e fez parte do circuito UCI WorldTour de 2020 dentro da categoria 2.uwT sendo a décima-segunda competição do calendário de máxima categoria mundial.
Inicialmente previsto para celebrar-se entre a 27 de junho e a 19 de julho, a 15 de abril, devido à pandemia de COVID-19, a UCI anunciou a mudança de datas. Pela primeira vez desde o final da Segunda Guerra Mundial, a Volta não tem lugar durante o mês de julho.
O vencedor final foi o esloveno Tadej Pogačar do UAE Team Emirates, convertendo-se assim no primeiro ciclista esloveno a conseguir-lo. Acompanharam-no no pódio o também esloveno Primož Roglič como segundo classificado (Jumbo-Visma), e o australiano Richie Porte do Trek-Segafredo em terceira posição.

## Percorrido

### Generalidades
A 107.º edição foi apresentada em 15 de outubro de 2019 no Palácio dos congressos de Paris. Com um comprimento de 3 470 quilómetros e repartido em 21 etapas com um contrarrelógio individual, tomada localizada maioritariamente no sul da França e não visita nenhum outro país. É uma volta montanhosa com 29 cols de segunda categoria ou mais. Visita cinco maciços : os Alpes, o Maciço central, os Pirenéus, o Jura e, finalmente, os Vosgos. Quatro ascensões são escaladas pela primeira vez : o col da Lusette (no final da 6.ª etapa em direção do Monte Aigoual), o Suc au May (no final da 12.ª etapa para Sarran), o col da Hourcère (ao coração da 9. ª etapa entre Pau e Laruns) e o col da Loze (chegada à cimeira da 17. ª etapa). A programação antecipada desta edição estava devida ao calendário dos Jogos Olímpicos de Verão em Tóquio (Japão) que tinham que manter da 24 julho  de  à 9 agosto  de  2020.

### A grande Saída em Nice

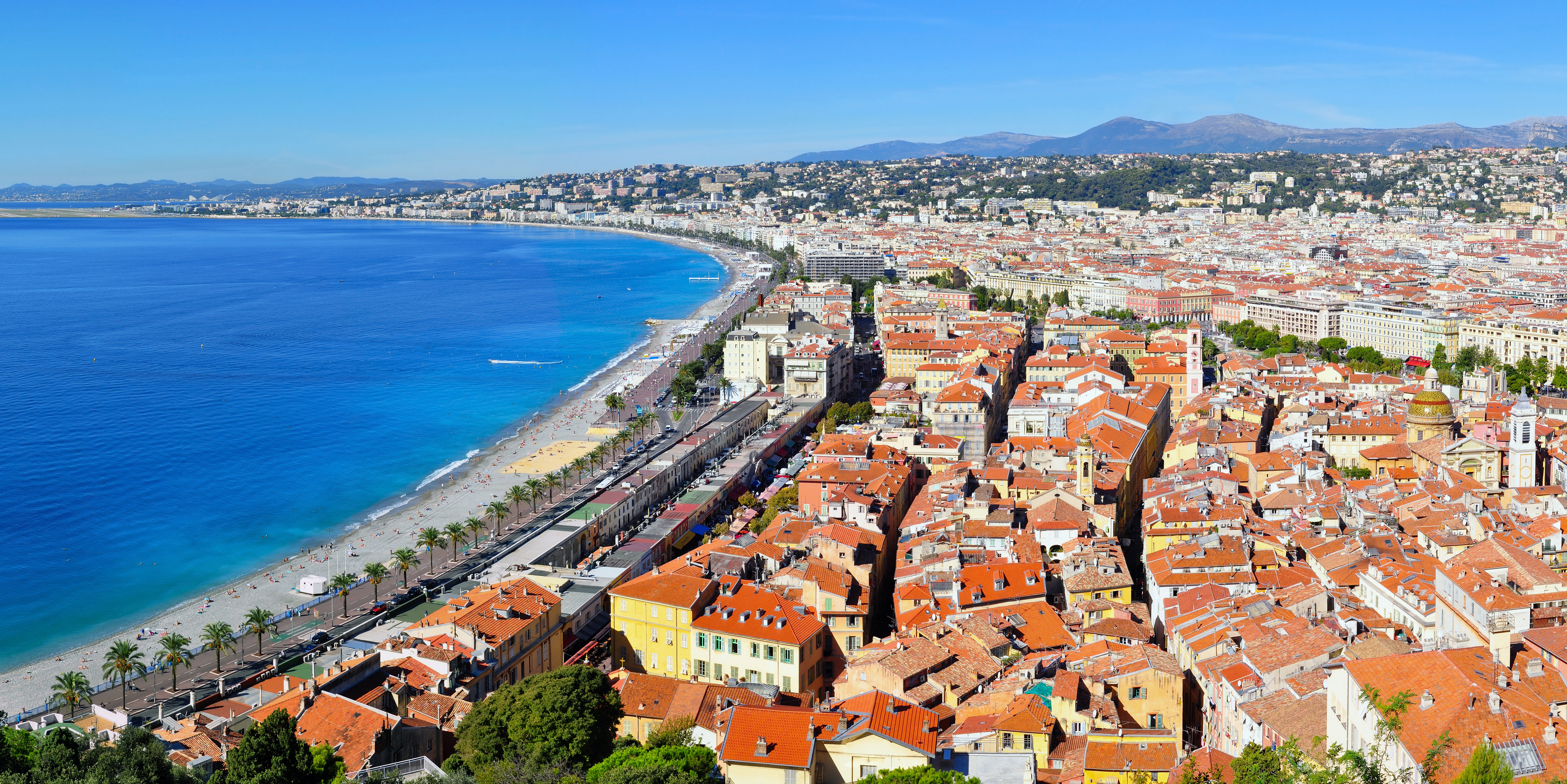
Nice e a sua baía dos Anjos

A grande saída da Volta 2020 tem lugar em Nice no departamento dos Alpes Marítimos. É a segunda vez que a cidade organiza a grande saída, após a edição 1981 e a 36.º vez que está cidade etapa, a primeira vez desde 2013. É igualmente a sétima vez que a Volta se inicia do Sul após Fleurance (1977 e 1979), Nice (1981), San Sebastián (1992), Mónaco (2009) e Porto-Vecchio (2013). Três etapas desenvolvem : uma primeira, realizando uma volta de 50 km a percorrer duas vez e uma volta de 70 km, mais bem favorecedor aos sprinters, a segunda é « já » uma etapa de montanha (4000 m de desnível positivo) com o col da Colmiane e as suas 16 km ao 6,3 % de pendente, depois o col de Turini com 15 km ao 7,4 % e col de Eze, três subidas regularmente utilizadas por Paris-Nice. Estas duas etapas que se acabam no passeio dos Ingleses, a anotar no entanto que a chegada não se localiza  no mesmo sentido O pelotão do Tour de France abandona a quinta zona mais povoada da França metropolitana à manhã da terceira etapa.

### Primeira semana: do sudeste da França aos Pirenéus
Com a partida em Nice, a terceira etapa termina-se para perto de Citadelle de Sisteron, no parte posterior provençal do país, para uma etapa acidentada em sua primeira parte, mas a temporada aos sprinters que têm que ganhar no final para voltar. A quarta etapa passa os 2000 m de altitude com a linha traçada à cimeira da subida de Orcières-Merlette, uma ascensão curta de 7 km ao 6,7 % em média onde o pé é a passagem mais difícil. No dia seguinte, os sprinters podem encontrar a vitória na travessia do vale de Ródano entre Gap e Privas, devem, apesar de tudo, se proteger do Mistral que pode ocasionalmente criar cortes. A travessia da metade sul da França continua com uma etapa à saída do Le Teil que se endurece nos 30 últimos quilómetros, com um encadeamento do col dos Mourèzes, col da Lusette, subida interminável de 11,7 km ao 7,3 %, antes uma chegada ao Monte Aigoual e seus 1565 m de altitude, ponto culminante do Gard. A Volta não tinha passado mais desde a sua única passagem em 1987. A sétima etapa entre Millau e Lavaur serve de transição para apanhar os Pirenéus, ainda que provavelmente a etapa não vai escapar aos sprinters.
A primeira etapa dos pirenéus desta  Volta a França toma a sua saída de Cazères e atravessa três cols míticos da Volta, a saber o col de Menté, o porto de Balès e o col de Peyresourde. Esta sucessão é introduzida na passagem éclair mais escarpada do maciço. A última etapa desta primeira semana desenvolve-se integralmente no departamento dos Pirenéus Atlânticos com o encadeamento brutal do col da Hourcère, novidade da Volta, e do col do Soudet no meio da etapa, respectivamente 11 km ao 8,8 % e 3,8 km ao 8,5 % com uma curta descida entre ambas. No último terço da etapa, é o col de Marie Blanque que faz frente aos corredores, um verdadeiro muro de 7,7 km ao 8,6 % com um final de 4 km ao 11,5 %, antes a chegada traçada a Laruns, como isto foi o caso em 2018. Os corredores aproveitam o seu primeiro dia de repouso continuação a esta etapa.

### Segunda semana: do Atlântico a Jura, com passagem pelo Maciço central

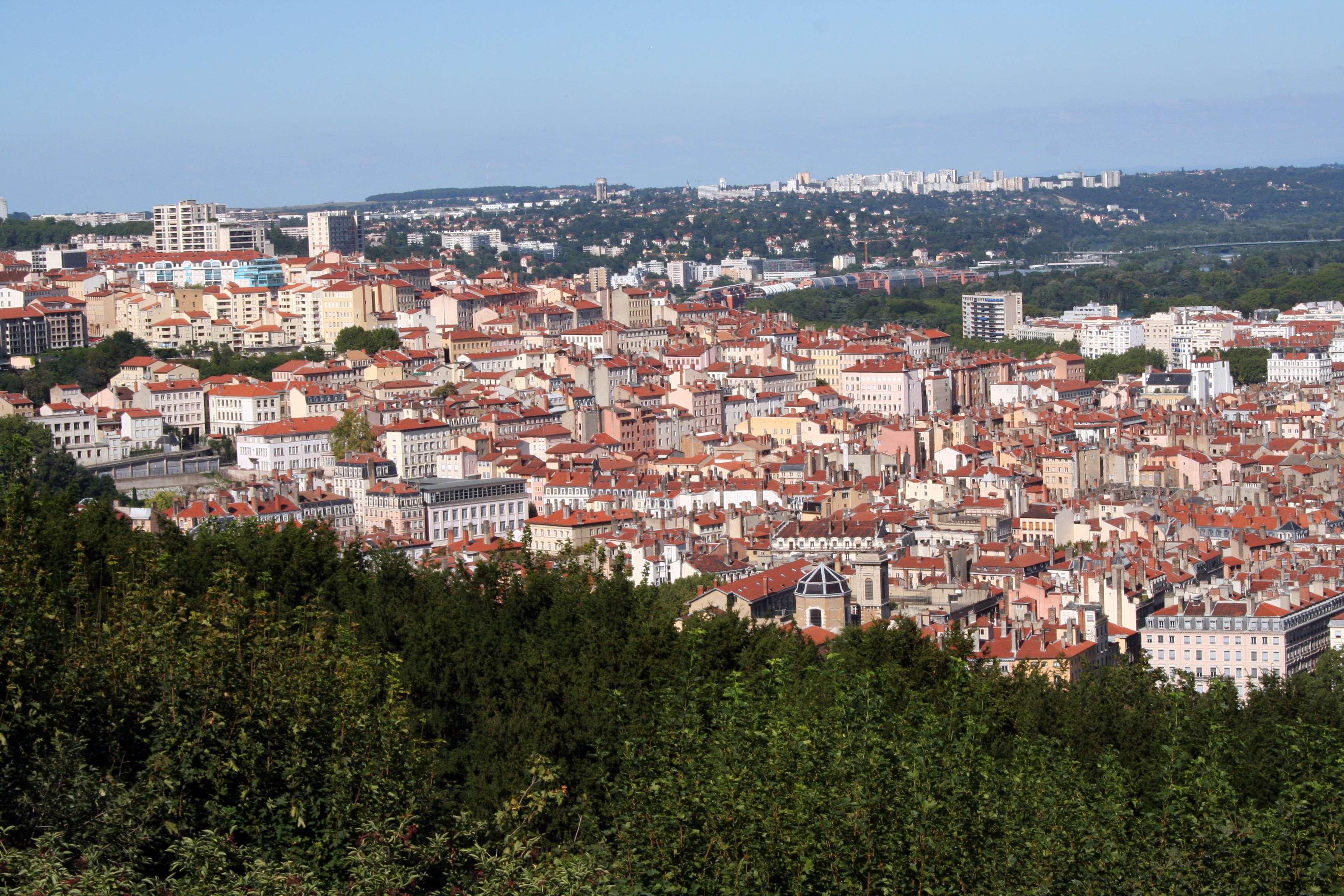
As pendentes da Croix-Rousse desde Fourvière, a Lyon

Na segunda semana desta edição estreia por uma etapa inédita entre a ilha de Oléron e a ilha de Ré, é a primeira vez que uma etapa se desenvolve de ilha em ilha. Apesar da probabilidade de fortes rajadas de vento na costa Atlântica francesa, os sprinters têm que se impor à curta etapa traçada para eles. A décima-primeira etapa entre Châtelaillon-Plage e Poitiers através do Pântano Poitevin é totalmente plana e termina-se na mais bela recta desta edição onde se vai ver os melhores sprinters a avançar à vontade. Depois, para a etapa a mais longa desta 107.º edição, o pelotão passa em Chauvigny para tomar a direcção do Alto Vienne, após a Corrèze, para uma chegada a Sarran a alguns metros do museu na honra de Jacques Chirac, falecido em 2019. Em decorrência de etapa, o pelotão tem a honra de atravessar Saint-Léonard-de-Noblat, em homenagem a Raymond Poulidor. A etapa seguinte é 100% auvergnate, trata-se da etapa dos vulcões. Esta jornada conta 4500 m de desnível positivo o que faz dela a etapa com o maior desnível desta Volta a França. O pelotão abandona então Châtelguyon em direcção ao col de Ceyssat, o col de Guéry, a subida da Stèle, antes de atacar as dificuldades finais com o col de Néronne e o Pas de Peyrol e seus 5,4 km de subida ao 8,1%, com ambos últimos quilómetros se elevam aos 12%. A décima-quarta etapa parte de Clermont-Ferrand, passa pelo col do Béal e termina-se do lado de Lyon com a cota da Duchère e a cota da Croix-Rousse nos últimos quilómetros, no espírito do mítico Monumento italiano Milão-Sanremo. Antes da segunda jornada de repouso, a cidade das luzes acolhe igualmente a saída de uma etapa com três subidas ao programa, todas localizadas na Pirâmide do Bugey : a Subida da Selle de Fromentelle (11,1 km ao 8,1 %), o col de la Biche (6,9 km ao 8,9 %) e o col do Grande Colombier (17,4 km ao 7,1 %), é a primeira vez que a sua cimeira acolhe a chegada de uma etapa da Volta.

### Terceira semana: dos Alpes a Vosges, antes do final em Paris
Depois do dia de descanso, os corredores estão de regresso às estradas com uma nova etapa de montanha que liga La Tour-du-Pin a Villard-de-Lans, com quatro ascensões e um subida final para atingir a base da propriedade de esqui alpino, que pode reservar algumas surpresas. A décima-sétima etapa é sem dúvida a etapa «rainha» desta edição, estreia em Grenoble, antiga cidade olímpica em 1968, e escala o col da Madeleine desde um toda nova vertente, aquele de Montgellafrey, na uma estrada mais estreita e reputação de mais difícil que aquele utilizado habitualmente, com seus 17,1 km ao 8,4 %. A Volta passa para a 27.º vez da sua história à cimeira deste porto mítico. Depois a corridatoma a direcção de Méribel antes de apanhar pela primeira vez, o temível col da Loze e seus 21,5 km ao 7,8 % onde se encontra a chegada. Ascensão muito levantada devido às suas numerosas sucessões de curva e de muros impressionantes, com alguma cotas com mais de 20 %, este porto ficou acessível graças à disposição de uma estrada feita as curvas da montanha dedicada aos ciclistas. Trata-se do primeiro troço da Via 3 Vallées. um projecto que tem como objectivo de facilitar o transporte às diferentes propriedades de esqui de Saboia, esta subida está pensada para se tornar um clássico da Grande das Grandes Voltas. Segundo Christian Prudhomme, no dia da apresentação do percurso do Tour de France : «temos ali, talvez, pelo seu perfil fora de normal, o protótipo do porto do século XXI». No dia seguinte, os corredores partem da estação de esqui para enfrentar o Cormet de Roselend (anulado em 2019 por causa do clima), depois o Passo de Saisies [fr], o col dos Aravis, a Subida do Plateau de Glières e o Col dos Fleuries que poderia se mostrar bem decisivo ainda que não contando para o Grande Prêmio da Montanha, antes a chegada situada em La Roche-sur-Foron. É uma etapa de plano entre Bourg-en-Bresse e Champagnole que está proposto no dia seguinte para satisfazer a vontade dos sprinters que já não estavam estimulados desde Poitiers. A penúltima etapa entre Luré, cidade de nascimento de Thibaut Pinot, e Planche des Belles Filles, faz aparecer o único contrarrelógio desta edição. A ascensão vosgienne, que se impôs em alguns anos só como um dos grandes eventos da Volta, faz-se na sua versão clássica com 6 km ao 8,5 %, pode assim rebater uma última vez os mapas da classificação geral. Finalmente, a transferência aérea amena os corredores para a região parisiense, nas Yvelines, em Mantes-la-Jolie para a última etapa. O pelotão passa o Senado e atravessa o Pátio do Louvre antes do tradicional desfile e as suas oito voltas em Paris, entre o jardin des Tuileries (e o túnel Général-Lemonnier) e o arco de triunfo da Estrela antes o sprint final na mais bela avenida do mundo, os Campos-Élysées.

## Equipas participantes
Tomarão a partida um total de 22 equipas, dos quais 19 são de categoria UCI WorldTeam e 3 UCI ProTeam convidados pela organização da corrida. Assim a equipa Total Direct Énergie que foi a primeira classificada no UCI Europe Tour de 2019 foi convidada. Em 7 de janeiro a ASO anunciava as últimas duas equipas convidadas sendo elas a Arkéa-Samsic, e a B&B Hotels-Vital Concept, quem conformaram um pelotão de 176 ciclistas dos quais terminaram 146. As equipas participantes foram:
| Equipes WorldTeam (19)- AG2R La Mondiale - Astana - Bahrain McLaren - Bora-Hansgrohe - CCC Team - Cofidis - Deceuninck-Quick Step - EF Pro Cycling - Groupama-FDJ - Israel Start-Up Nation - Lotto Soudal - Mitchelton-Scott - Movistar Team - NTT Pro Cycling - Ineos Grenadiers - Jumbo-Visma - Team Sunweb - UAE Team Emirates - Trek-Segafredo Equipes ProTeam (3)- Arkéa-Samsic - B&B Hotels-Vital Concept p/b KTM - Total Direct Énergie |
| |

## Favoritos
- Primož Roglič (Jumbo-Visma): Campeão da última edição da Volta a Espanha; com 30 anos e líder do Jumbo-Visma tem mostrado ser o homem mais forte do pelotão antes do Tour, no entanto uma queda durante o Dauphiné deste ano impediu-lhe coroar-se campeão e de passagem semear algumas dúvidas em frente ao seu rendimento no Tour. Tem o respaldo de uma grande equipa que sem dúvida desafiará a hegemonia do INEOS dos últimos anos.
- Egan Bernal (INEOS): O vigente campeão de 23 anos chega como líder absoluto do Team INEOS ante a não inclusão de Geraint Thomas e Chris Froome para a rodada francesa. Em competições prévias viu-se superado por Primož Roglič. Retiro-se do Dauphiné por problemas nas costas para estar em plena capacidade para o Tour. Apesar da ausência das duas estrelas britânicas, estará respaldado por uma grande equipa que combina experiência e juventude, se destacando a inclusão a última hora do vigente ganhador do Giro d'Italia, o equatoriano Richard Carapaz.
- Tom Dumoulin (Jumbo-Visma): Com 29 anos enfrenta a sua sexta participação no Tour, depois de superar problemas num joelho que o marginaram no ano passado da ronda gala. Durante o Dauphiné mostrou que chega num bom nível para apoiar a Primož Roglič e inclusive tomar o papel de lider da equipa ante qualquer eventualidade.
- Thibaut Pinot (Groupama-FDJ): O ciclista francês de 30 anos correrá seu oitavo Tour com a esperança de conseguir o seu primeiro título, tendo em conta que no ano passado deveu se retirar quando tinha uma ampla opção de ser o ganhador. Sem lugar a dúvidas é a maior esperança local.
- Tadej Pogačar (UAE Team Emirates): O ciclista esloveno de 21 anos correrá o seu primeiro Tour, sem nenhuma pressão mas com uma qualidade imensa e um futuro bastante prometedor, pode ser uma das surpresas.
- Richard Carapaz (Team Ineos): O ciclista equatoriano de 27 anos e actual campeão do Giro d'Italia foi incluído a última hora como lugartenente do colombiano Egan Bernal. Será o seu primeiro Tour e seu desempenho será uma incógnita, já que sua preparação estava focada em defender o título obtido na última edição do Giro; no entanto, será uma grande oportunidade para que possa seguir demonstrando toda a sua qualidade e, eventualmente, assumir o papel de chefe de filas, dependendo do desempenho de Bernal. Há que recordar que já venceu a Primož Roglič numa grande, especificamente no Giro de Itália do 2019.
- Mikel Landa (Team Bahrain McLaren): O ciclista espanhol de 30 anos terá a mordomia de ser chefe absoluto de filas, coisa que não se tinha dado antes na rodada francesa. É a maior esperança espanhola para conseguir ao menos o pódio.

Outros ciclistas a ter em conta são o alemão Emanuel Buchmann; os colombianos Nairo Quintana e Miguel Ángel López; os franceses Romain Bardet e Julian Alaphilippe e o britânico Adam Yates

## Etapas
| Etapa | Data      | Percurso                            | type            | Distância (km) | Elevação (m) | Vencedor               | Líder geral        |
| ----- | --------- | ----------------------------------- | --------------- | -------------- | ------------ | ---------------------- | ------------------ |
| 1     | 29 ago.   | Nice – Nice                         | etapa plana     | 156            | 1 596 m      | Alexander Kristoff     | Alexander Kristoff |
| 2     | 30 ago.   | Nice – Nice                         | alta montanha   | 186            | 4 044 m      | Julian Alaphilippe     | Julian Alaphilippe |
| 3     | 31 ago.   | Nice – Sisteron                     | etapa plana     | 198            | 2 978 m      | Caleb Ewan             | Julian Alaphilippe |
| 4     | 1 set.    | Sisteron – Orcières 1850            | etapa escarpada | 160,5          | 3 200 m      | Primož Roglič          | Julian Alaphilippe |
| 5     | 2 set.    | Gap – Privas                        | etapa plana     | 183            | 1 388 m      | Wout van Aert          | Adam Yates         |
| 6     | 3 set.    | Le Teil – Monte Aigoual             | etapa escarpada | 191            | 3 087 m      | Alexey Lutsenko        | Adam Yates         |
| 7     | 4 set.    | Millau – Lavaur                     | etapa plana     | 168            | 2 007 m      | Wout van Aert          | Adam Yates         |
| 8     | 5 set.    | Cazères – Loudenvielle              | alta montanha   | 141            | 3 821 m      | Nans Peters            | Adam Yates         |
| 9     | 6 set.    | Pau – Laruns                        | alta montanha   | 153            | 3 500 m      | Tadej Pogačar          | Primož Roglič      |
|       | 7 de set  | Dia de descanso                     | Dia de descanso |                |              |                        |                    |
| 10    | 8 set.    | Ilha de Oléron – Ilha de Ré         | etapa plana     | 168,5          | 528 m        | Sam Bennett            | Primož Roglič      |
| 11    | 9 set.    | Châtelaillon-Plage – Poitiers       | etapa plana     | 167,5          | 1 004 m      | Caleb Ewan             | Primož Roglič      |
| 12    | 10 set.   | Chauvigny – Sarran                  | etapa escarpada | 218            | 3 389 m      | Marc Hirschi           | Primož Roglič      |
| 13    | 11 set.   | Châtelguyon – Puy Mary              | alta montanha   | 191,5          | 4 459 m      | Daniel Felipe Martínez | Primož Roglič      |
| 14    | 12 set.   | Clermont-Ferrand – Lyon             | etapa plana     | 194            | 2 646 m      | Søren Kragh Andersen   | Primož Roglič      |
| 15    | 13 set.   | Lyon – Grande Colombier             | alta montanha   | 174,5          | 2 734 m      | Tadej Pogačar          | Primož Roglič      |
|       | 14 de set | Dia de descanso                     | Dia de descanso |                |              |                        |                    |
| 16    | 15 set.   | La Tour-du-Pin – Villard-de-Lans    | alta montanha   | 164            | 3 903 m      | Lennard Kämna          | Primož Roglič      |
| 17    | 16 set.   | Grenoble – Col de la Loze           | alta montanha   | 170            | 4 430 m      | Miguel Ángel López     | Primož Roglič      |
| 18    | 17 set.   | Méribel – La Roche-sur-Foron        | alta montanha   | 175            | 5 166 m      | Michał Kwiatkowski     | Primož Roglič      |
| 19    | 18 set.   | Bourg-en-Bresse – Champagnole       | etapa plana     | 166,5          | 2 208 m      | Søren Kragh Andersen   | Primož Roglič      |
| 20    | 19 set.   | Lure – La Planche des Belles Filles | cronoescalada   | 36,2           | 962 m        | Tadej Pogačar          | Tadej Pogačar      |
| 21    | 20 set.   | Mantes-la-Jolie – Paris             | etapa plana     | 122            | 788 m        | Sam Bennett            | Tadej Pogačar      |

## Classificações finais
As classificações finalizaram da seguinte forma:

### Classificação geral(Maillot Jaune)
| \| Classificação geral \| Classificação geral \| Classificação geral \| Classificação geral \| Classificação geral \| \| Ciclista \| Ciclista \| Equipe \| Tempo \| \| \| ------------------- \| --------------------- \| -------------------------------- \| ------------------- \| ------------------- \| \| 1. \| Tadej Pogačar \| UAE Team Emirates \| 87h20m05s \| \| \| 2. \| Primož Roglič \| Jumbo-Visma \| + 59s \| \| \| 3. \| Richie Porte \| Trek-Segafredo \| + 3m30s \| \| \| 4. \| Mikel Landa \| Bahrain McLaren \| + 5m58s \| \| \| 5. \| Enric Mas \| Movistar Team \| + 6m07s \| \| \| 6. \| Miguel Ángel López \| Astana \| + 6m47s \| \| \| 7. \| Tom Dumoulin \| Jumbo-Visma \| + 7m48s \| \| \| 8. \| Rigoberto Urán \| EF Pro Cycling \| + 8m02s \| \| \| 9. \| Adam Yates \| Mitchelton-Scott \| + 9m25s \| \| \| 10. \| Damiano Caruso \| Bahrain McLaren \| + 14m03s \| \| \| 11. \| Guillaume Martin \| Cofidis \| + 16m56s \| \| \| 12. \| Alejandro Valverde \| Movistar Team \| + 17m41s \| \| \| 13. \| Richard Carapaz \| Ineos Grenadiers \| + 25m53s \| \| \| 14. \| Warren Barguil \| Arkéa-Samsic \| + 31m04s \| \| \| 15. \| Sepp Kuss \| Jumbo-Visma \| + 42m20s \| \| \| 16. \| Pello Bilbao \| Bahrain McLaren \| + 55m56s \| \| \| 17. \| Nairo Quintana \| Arkéa-Samsic \| + 1h03m07s \| \| \| 18. \| Pierre Rolland \| B&B Hotels-Vital Concept p/b KTM \| + 1h08m26s \| \| \| 19. \| Carlos Verona \| Movistar Team \| + 1h19m54s \| \| \| 20. \| Wout van Aert \| Jumbo-Visma \| + 1h20m31s \| \| \| 21. \| Marc Soler \| Movistar Team \| + 1h31m53s \| \| \| 22. \| Gorka Izagirre \| Astana \| + 1h36m12s \| \| \| 23. \| Esteban Chaves \| Mitchelton-Scott \| + 1h38m45s \| \| \| 24. \| Sébastien Reichenbach \| Groupama-FDJ \| + 1h39m27s \| \| \| 25. \| Kenny Elissonde \| Trek-Segafredo \| + 1h40m06s \| \| |                       |                                  |            |
| |                       |                                  |            |
| Fonte: ProCyclingStats |                       |                                  |            |
| Classificação geral |                       |                                  |            |
| Ciclista | Ciclista              | Equipe                           | Tempo      |
| 1. | Tadej Pogačar         | UAE Team Emirates                | 87h20m05s  |
| 2. | Primož Roglič         | Jumbo-Visma                      | + 59s      |
| 3. | Richie Porte          | Trek-Segafredo                   | + 3m30s    |
| 4. | Mikel Landa           | Bahrain McLaren                  | + 5m58s    |
| 5. | Enric Mas             | Movistar Team                    | + 6m07s    |
| 6. | Miguel Ángel López    | Astana                           | + 6m47s    |
| 7. | Tom Dumoulin          | Jumbo-Visma                      | + 7m48s    |
| 8. | Rigoberto Urán        | EF Pro Cycling                   | + 8m02s    |
| 9. | Adam Yates            | Mitchelton-Scott                 | + 9m25s    |
| 10. | Damiano Caruso        | Bahrain McLaren                  | + 14m03s   |
| 11. | Guillaume Martin      | Cofidis                          | + 16m56s   |
| 12. | Alejandro Valverde    | Movistar Team                    | + 17m41s   |
| 13. | Richard Carapaz       | Ineos Grenadiers                 | + 25m53s   |
| 14. | Warren Barguil        | Arkéa-Samsic                     | + 31m04s   |
| 15. | Sepp Kuss             | Jumbo-Visma                      | + 42m20s   |
| 16. | Pello Bilbao          | Bahrain McLaren                  | + 55m56s   |
| 17. | Nairo Quintana        | Arkéa-Samsic                     | + 1h03m07s |
| 18. | Pierre Rolland        | B&B Hotels-Vital Concept p/b KTM | + 1h08m26s |
| 19. | Carlos Verona         | Movistar Team                    | + 1h19m54s |
| 20. | Wout van Aert         | Jumbo-Visma                      | + 1h20m31s |
| 21. | Marc Soler            | Movistar Team                    | + 1h31m53s |
| 22. | Gorka Izagirre        | Astana                           | + 1h36m12s |
| 23. | Esteban Chaves        | Mitchelton-Scott                 | + 1h38m45s |
| 24. | Sébastien Reichenbach | Groupama-FDJ                     | + 1h39m27s |
| 25. | Kenny Elissonde       | Trek-Segafredo                   | + 1h40m06s |

### Classificação por pontos(Maillot Vert)
| Classificação por pontos | Classificação por pontos | Classificação por pontos         | Classificação por pontos | Classificação por pontos |
| Ciclista                 | Ciclista                 | Equipe                           | Pontos                   |                          |
| ------------------------ | ------------------------ | -------------------------------- | ------------------------ | ------------------------ |
| 1.                       | Sam Bennett              | Deceuninck-Quick Step            | 380 pts                  |                          |
| 2.                       | Peter Sagan              | Bora-Hansgrohe                   | 284 pts                  |                          |
| 3.                       | Matteo Trentin           | CCC Team                         | 260 pts                  |                          |
| 4.                       | Bryan Coquard            | B&B Hotels-Vital Concept p/b KTM | 181 pts                  |                          |
| 5.                       | Wout van Aert            | Jumbo-Visma                      | 174 pts                  |                          |
| 6.                       | Caleb Ewan               | Lotto-Soudal                     | 170 pts                  |                          |
| 7.                       | Julian Alaphilippe       | Deceuninck-Quick Step            | 150 pts                  |                          |
| 8.                       | Tadej Pogačar            | UAE Team Emirates                | 143 pts                  |                          |
| 9.                       | Søren Kragh Andersen     | Team Sunweb                      | 138 pts                  |                          |
| 10.                      | Michael Mørkøv           | Deceuninck-Quick Step            | 138 pts                  |                          |

### Classificação da montanha(Maillot à Pois Rouges)
| Classificação da montanha | Classificação da montanha | Classificação da montanha        | Classificação da montanha | Classificação da montanha |
| Ciclista                  | Ciclista                  | Equipe                           | Pontos                    |                           |
| ------------------------- | ------------------------- | -------------------------------- | ------------------------- | ------------------------- |
| 1.                        | Tadej Pogačar             | UAE Team Emirates                | 82 pts                    |                           |
| 2.                        | Richard Carapaz           | Ineos Grenadiers                 | 74 pts                    |                           |
| 3.                        | Primož Roglič             | Jumbo-Visma                      | 67 pts                    |                           |
| 4.                        | Marc Hirschi              | Team Sunweb                      | 62 pts                    |                           |
| 5.                        | Miguel Ángel López        | Astana                           | 51 pts                    |                           |
| 6.                        | Benoît Cosnefroy          | AG2R La Mondiale                 | 36 pts                    |                           |
| 7.                        | Pierre Rolland            | B&B Hotels-Vital Concept p/b KTM | 36 pts                    |                           |
| 8.                        | Richie Porte              | Trek-Segafredo                   | 36 pts                    |                           |
| 9.                        | Nans Peters               | AG2R La Mondiale                 | 32 pts                    |                           |
| 10.                       | Lennard Kämna             | Bora-Hansgrohe                   | 27 pts                    |                           |

### Classificação do melhor jovem(Maillot Blanc)
| Classificação dos jovens | Classificação dos jovens | Classificação dos jovens | Classificação dos jovens | Classificação dos jovens |
| Ciclista                 | Ciclista                 | Equipe                   | Tempo                    |                          |
| ------------------------ | ------------------------ | ------------------------ | ------------------------ | ------------------------ |
| 1.                       | Tadej Pogačar            | UAE Team Emirates        | 87h20m05s                |                          |
| 2.                       | Enric Mas                | Movistar Team            | + 6m07s                  |                          |
| 3.                       | Valentin Madouas         | Groupama-FDJ             | + 1h42m43s               |                          |
| 4.                       | Daniel Felipe Martínez   | EF Pro Cycling           | + 1h55m12s               |                          |
| 5.                       | Lennard Kämna            | Bora-Hansgrohe           | + 2h15m39s               |                          |
| 6.                       | Harold Tejada            | Astana                   | + 2h37m02s               |                          |
| 7.                       | Niklas Eg                | Trek-Segafredo           | + 2h50m04s               |                          |
| 8.                       | Marc Hirschi             | Team Sunweb              | + 2h54m34s               |                          |
| 9.                       | Neilson Powless          | EF Pro Cycling           | + 3h03m09s               |                          |
| 10.                      | Pavel Sivakov            | Ineos Grenadiers         | + 4h15m38s               |                          |

### Classificação por equipas(Classement par Équipe)
| Classificação por equipes | Classificação por equipes | Classificação por equipes | Classificação por equipes |
| Equipe                    | Equipe                    | Tempo                     |                           |
| ------------------------- | ------------------------- | ------------------------- | ------------------------- |
| 1.                        | Movistar Team             | 262h14m58s                |                           |
| 2.                        | Jumbo-Visma               | + 18m31s                  |                           |
| 3.                        | Bahrain McLaren           | + 57m10s                  |                           |
| 4.                        | EF Pro Cycling            | + 1h16m43s                |                           |
| 5.                        | Ineos Grenadiers          | + 1h32m01s                |                           |
| 6.                        | Trek-Segafredo            | + 1h39m39s                |                           |
| 7.                        | Astana                    | + 1h47m15s                |                           |
| 8.                        | AG2R La Mondiale          | + 2h58m47s                |                           |
| 9.                        | UAE Team Emirates         | + 3h06m46s                |                           |
| 10.                       | Mitchelton-Scott          | + 3h25m10s                |                           |

## Evolução das classificações
| Etapa                 | Vencedor               | Classificação geral Maillot Jaune | Classificação por pontos Maillot Vert | Classificação da montanha Maillot à Pois Rouges | Classificação dos jovens Maillot Blanc | Classificação por equipas Classement par Équipe | Prêmio da combatividade Prix de Combativité |
| --------------------- | ---------------------- | --------------------------------- | ------------------------------------- | ----------------------------------------------- | -------------------------------------- | ----------------------------------------------- | ------------------------------------------- |
| 1.ª                   | Alexander Kristoff     | Alexander Kristoff                | Alexander Kristoff                    | Fabien Grellier                                 | Mads Pedersen                          | Trek-Segafredo                                  | Michael Schär                               |
| 2.ª                   | Julian Alaphilippe     | Julian Alaphilippe                | Alexander Kristoff                    | Benoît Cosnefroy                                | Marc Hirschi                           | Trek-Segafredo                                  | Benoît Cosnefroy                            |
| 3.ª                   | Caleb Ewan             | Julian Alaphilippe                | Peter Sagan                           | Benoît Cosnefroy                                | Marc Hirschi                           | Trek-Segafredo                                  | Jérôme Cousin                               |
| 4.ª                   | Primož Roglič          | Julian Alaphilippe                | Peter Sagan                           | Benoît Cosnefroy                                | Tadej Pogačar                          | EF                                              | Krists Neilands                             |
| 5.ª                   | Wout van Aert          | Adam Yates                        | Sam Bennett                           | Benoît Cosnefroy                                | Tadej Pogačar                          | EF                                              | Wout Poels                                  |
| 6.ª                   | Alexey Lutsenko        | Adam Yates                        | Sam Bennett                           | Benoît Cosnefroy                                | Tadej Pogačar                          | EF                                              | Nicolas Roche                               |
| 7.ª                   | Wout van Aert          | Adam Yates                        | Peter Sagan                           | Benoît Cosnefroy                                | Egan Bernal                            | EF                                              | Daniel Oss                                  |
| 8.ª                   | Nans Peters            | Adam Yates                        | Peter Sagan                           | Benoît Cosnefroy                                | Egan Bernal                            | EF                                              | Nans Peters                                 |
| 9.ª                   | Tadej Pogačar          | Primož Roglič                     | Peter Sagan                           | Benoît Cosnefroy                                | Egan Bernal                            | Movistar                                        | Marc Hirschi                                |
| 10.ª                  | Sam Bennett            | Primož Roglič                     | Sam Bennett                           | Benoît Cosnefroy                                | Egan Bernal                            | Movistar                                        | Stefan Küng                                 |
| 11.ª                  | Caleb Ewan             | Primož Roglič                     | Sam Bennett                           | Benoît Cosnefroy                                | Egan Bernal                            | Movistar                                        | Matthieu Ladagnous                          |
| 12.ª                  | Marc Hirschi           | Primož Roglič                     | Sam Bennett                           | Benoît Cosnefroy                                | Egan Bernal                            | Movistar                                        | Marc Hirschi                                |
| 13.ª                  | Daniel Felipe Martínez | Primož Roglič                     | Sam Bennett                           | Benoît Cosnefroy                                | Tadej Pogačar                          | EF                                              | Maximilian Schachmann                       |
| 14.ª                  | Søren Kragh Andersen   | Primož Roglič                     | Sam Bennett                           | Benoît Cosnefroy                                | Tadej Pogačar                          | EF                                              | Stefan Küng                                 |
| 15.ª                  | Tadej Pogačar          | Primož Roglič                     | Sam Bennett                           | Benoît Cosnefroy                                | Tadej Pogačar                          | Movistar                                        | Pierre Rolland                              |
| 16.ª                  | Lennard Kämna          | Primož Roglič                     | Sam Bennett                           | Benoît Cosnefroy                                | Tadej Pogačar                          | Movistar                                        | Richard Carapaz                             |
| 17.ª                  | Miguel Ángel López     | Primož Roglič                     | Sam Bennett                           | Tadej Pogačar                                   | Tadej Pogačar                          | Movistar                                        | Julian Alaphilippe                          |
| 18.ª                  | Michał Kwiatkowski     | Primož Roglič                     | Sam Bennett                           | Richard Carapaz                                 | Tadej Pogačar                          | Movistar                                        | Marc Hirschi                                |
| 19.ª                  | Søren Kragh Andersen   | Primož Roglič                     | Sam Bennett                           | Richard Carapaz                                 | Tadej Pogačar                          | Movistar                                        | Rémi Cavagna                                |
| 20.ª                  | Tadej Pogačar          | Tadej Pogačar                     | Sam Bennett                           | Tadej Pogačar                                   | Tadej Pogačar                          | Movistar                                        | não se entregou                             |
| 21.ª                  | Sam Bennett            | Tadej Pogačar                     | Sam Bennett                           | Tadej Pogačar                                   | Tadej Pogačar                          | Movistar                                        | não se entregou                             |
| Classificações finais | Classificações finais  | Tadej Pogačar                     | Sam Bennett                           | Tadej Pogačar                                   | Tadej Pogačar                          | Movistar                                        | Marc Hirschi                                |

## Ciclistas participantes e posições finais
| Ineos Grenadiers IGD | Ineos Grenadiers IGD       | Ineos Grenadiers IGD |
| -------------------- | -------------------------- | -------------------- |
| Num                  | Ciclista                   | Pos                  |
| 1                    | Egan Bernal (COL)          | NP-17                |
| 2                    | Andrey Amador (CRC)        | 77.                  |
| 3                    | Richard Carapaz (ECU)      | 13.                  |
| 4                    | Jonathan Castroviejo (ESP) | NP-19                |
| 5                    | Michał Kwiatkowski (POL)   | 30.                  |
| 6                    | Luke Rowe (GBR)            | 129.                 |
| 7                    | Pavel Sivakov (RUS)        | 87.                  |
| 8                    | Dylan van Baarle (NED)     | 59.                  |

| Jumbo-Visma TJV | Jumbo-Visma TJV               | Jumbo-Visma TJV |
| --------------- | ----------------------------- | --------------- |
| Num             | Ciclista                      | Pos             |
| 11              | Primož Roglič (SLO) (estrada) | 2.              |
| 12              | George Bennett (NZL)          | 34.             |
| 13              | Amund Grøndahl Jansen (NOR)   | 128.            |
| 14              | Tom Dumoulin (NED)            | 7.              |
| 15              | Robert Gesink (NED)           | 42.             |
| 16              | Sepp Kuss (USA)               | 15.             |
| 17              | Tony Martin (GER)             | 118.            |
| 18              | Wout van Aert (BEL) (CRI)     | 20.             |

| Bora-Hansgrohe BOH | Bora-Hansgrohe BOH          | Bora-Hansgrohe BOH |
| ------------------ | --------------------------- | ------------------ |
| Num                | Ciclista                    | Pos                |
| 21                 | Peter Sagan (SVK)           | 84.                |
| 22                 | Emanuel Buchmann (GER)      | 38.                |
| 23                 | Felix Großschartner (AUT)   | 63.                |
| 24                 | Lennard Kämna (GER)         | 33.                |
| 25                 | Gregor Mühlberger (AUT)     | DNF-11             |
| 26                 | Daniel Oss (ITA)            | 105.               |
| 27                 | Lukas Pöstlberger (AUT)     | DNF-19             |
| 28                 | Maximilian Schachmann (GER) | 57.                |

| AG2R La Mondiale ALM | AG2R La Mondiale ALM    | AG2R La Mondiale ALM |
| -------------------- | ----------------------- | -------------------- |
| Num                  | Ciclista                | Pos                  |
| 31                   | Romain Bardet (FRA)     | NP-14                |
| 32                   | Mikaël Cherel (FRA)     | 26.                  |
| 33                   | Benoît Cosnefroy (FRA)  | 116.                 |
| 34                   | Pierre Latour (FRA)     | DNF-14               |
| 35                   | Oliver Naesen (BEL)     | 61.                  |
| 36                   | Nans Peters (FRA)       | 65.                  |
| 37                   | Clément Venturini (FRA) | 104.                 |
| 38                   | Alexis Vuillermoz (FRA) | 35.                  |

| Deceuninck-Quick Step DQT | Deceuninck-Quick Step DQT            | Deceuninck-Quick Step DQT |
| ------------------------- | ------------------------------------ | ------------------------- |
| Num                       | Ciclista                             | Pos                       |
| 41                        | Julian Alaphilippe (FRA)             | 36.                       |
| 42                        | Kasper Asgreen (DEN) (estrada e CRI) | 114.                      |
| 43                        | Sam Bennett (IRL) (estrada)          | 138.                      |
| 44                        | Rémi Cavagna (FRA) (CRI)             | 113.                      |
| 45                        | Tim Declercq (BEL)                   | 127.                      |
| 46                        | Dries Devenyns (BEL)                 | 90.                       |
| 47                        | Bob Jungels (LUX) (CRI)              | 43.                       |
| 48                        | Michael Mørkøv (DEN)                 | 130.                      |

| Groupama-FDJ GFC | Groupama-FDJ GFC                      | Groupama-FDJ GFC |
| ---------------- | ------------------------------------- | ---------------- |
| Num              | Ciclista                              | Pos              |
| 51               | Thibaut Pinot (FRA)                   | 29.              |
| 52               | William Bonnet (FRA)                  | DNF-8            |
| 53               | David Gaudu (FRA)                     | DNF-16           |
| 54               | Stefan Küng (SUI) (CRI)               | NP-17            |
| 55               | Mathieu Ladagnous (FRA)               | 94.              |
| 56               | Valentin Madouas (FRA)                | 27.              |
| 57               | Rudy Molard (FRA)                     | 39.              |
| 58               | Sébastien Reichenbach (SUI) (estrada) | 24.              |

| Bahrain McLaren TBM | Bahrain McLaren TBM      | Bahrain McLaren TBM |
| ------------------- | ------------------------ | ------------------- |
| Num                 | Ciclista                 | Pos                 |
| 61                  | Mikel Landa (ESP)        | 4.                  |
| 62                  | Pello Bilbao (ESP) (CRI) | 16.                 |
| 63                  | Damiano Caruso (ITA)     | 10.                 |
| 64                  | Sonny Colbrelli (ITA)    | 93.                 |
| 65                  | Marco Haller (AUT)       | 143.                |
| 66                  | Matej Mohorič (SLO)      | 76.                 |
| 67                  | Wout Poels (NED)         | 110.                |
| 68                  | Rafa Valls (ESP)         | NP-2                |

| EF Pro Cycling EF1 | EF Pro Cycling EF1                 | EF Pro Cycling EF1 |
| ------------------ | ---------------------------------- | ------------------ |
| Num                | Ciclista                           | Pos                |
| 71                 | Rigoberto Urán (COL)               | 8.                 |
| 72                 | Alberto Bettiol (ITA)              | 62.                |
| 73                 | Hugh Carthy (GBR)                  | 37.                |
| 74                 | Sergio Higuita (COL) (estrada)     | DNF-15             |
| 75                 | Jens Keukeleire (BEL)              | 89.                |
| 76                 | Daniel Felipe Martínez (COL) (CRI) | 28.                |
| 77                 | Neilson Powless (USA)              | 56.                |
| 78                 | Tejay van Garderen (USA)           | 91.                |

| Arkéa-Samsic ARK | Arkéa-Samsic ARK     | Arkéa-Samsic ARK |
| ---------------- | -------------------- | ---------------- |
| Num              | Ciclista             | Pos              |
| 81               | Nairo Quintana (COL) | 17.              |
| 82               | Winner Anacona (COL) | 66.              |
| 83               | Warren Barguil (FRA) | 14.              |
| 84               | Kévin Ledanois (FRA) | 102.             |
| 85               | Dayer Quintana (COL) | 95.              |
| 86               | Diego Rosa (ITA)     | DNF-8            |
| 87               | Clément Russo (FRA)  | 133.             |
| 88               | Connor Swift (GBR)   | 106.             |

| Movistar Team MOV | Movistar Team MOV        | Movistar Team MOV |
| ----------------- | ------------------------ | ----------------- |
| Num               | Ciclista                 | Pos               |
| 91                | Alejandro Valverde (ESP) | 12.               |
| 92                | Dario Cataldo (ITA)      | 80.               |
| 93                | Imanol Erviti (ESP)      | 74.               |
| 94                | Enric Mas (ESP)          | 5.                |
| 95                | Nelson Oliveira (POR)    | 55.               |
| 96                | José Joaquín Rojas (ESP) | 70.               |
| 97                | Marc Soler (ESP)         | 21.               |
| 98                | Carlos Verona (ESP)      | 19.               |

| Trek-Segafredo TFS | Trek-Segafredo TFS            | Trek-Segafredo TFS |
| ------------------ | ----------------------------- | ------------------ |
| Num                | Ciclista                      | Pos                |
| 101                | Richie Porte (AUS)            | 3.                 |
| 102                | Niklas Eg (DEN)               | 51.                |
| 103                | Kenny Elissonde (FRA)         | 25.                |
| 104                | Bauke Mollema (NED)           | DNF-13             |
| 105                | Mads Pedersen (DEN) (estrada) | 124.               |
| 106                | Toms Skujiņš (LAT) (estrada)  | 81.                |
| 107                | Jasper Stuyven (BEL)          | 71.                |
| 108                | Edward Theuns (BEL)           | 119.               |

| CCC Team CCC | CCC Team CCC               | CCC Team CCC |
| ------------ | -------------------------- | ------------ |
| Num          | Ciclista                   | Pos          |
| 111          | Greg Van Avermaet (BEL)    | 50.          |
| 112          | Alessandro De Marchi (ITA) | 100.         |
| 113          | Simon Geschke (GER)        | 48.          |
| 114          | Jan Hirt (CZE)             | 67.          |
| 115          | Jonas Koch (GER)           | 125.         |
| 116          | Michael Schär (SUI)        | 69.          |
| 117          | Matteo Trentin (ITA)       | 79.          |
| 118          | Ilnur Zakarin (RUS)        | DNF-12       |

| Cofidis COF | Cofidis COF               | Cofidis COF |
| ----------- | ------------------------- | ----------- |
| Num         | Ciclista                  | Pos         |
| 121         | Guillaume Martin (FRA)    | 11.         |
| 122         | Simone Consonni (ITA)     | 112.        |
| 123         | Nicolas Edet (FRA)        | 49.         |
| 124         | Jesús Herrada (ESP)       | 44.         |
| 125         | Christophe Laporte (FRA)  | 107.        |
| 126         | Anthony Perez (FRA)       | DNF-3       |
| 127         | Pierre-Luc Périchon (FRA) | 86.         |
| 128         | Elia Viviani (ITA)        | 135.        |

| UAE Team Emirates UAD | UAE Team Emirates UAD      | UAE Team Emirates UAD |
| --------------------- | -------------------------- | --------------------- |
| Num                   | Ciclista                   | Pos                   |
| 131                   | Tadej Pogačar (SLO) (CRI)  | 1.                    |
| 132                   | Fabio Aru (ITA)            | DNF-9                 |
| 133                   | David de la Cruz (ESP)     | 72.                   |
| 134                   | Davide Formolo (ITA)       | NP-11                 |
| 135                   | Alexander Kristoff (NOR)   | 132.                  |
| 136                   | Vegard Stake Laengen (NOR) | 82.                   |
| 137                   | Marco Marcato (ITA)        | 111.                  |
| 138                   | Jan Polanc (SLO)           | 40.                   |

| Astana AST | Astana AST                            | Astana AST |
| ---------- | ------------------------------------- | ---------- |
| Num        | Ciclista                              | Pos        |
| 141        | Miguel Ángel López (COL)              | 6.         |
| 142        | Omar Fraile (ESP)                     | 60.        |
| 143        | Hugo Houle (CAN)                      | 47.        |
| 144        | Gorka Izagirre (ESP)                  | 22.        |
| 145        | Ion Izagirre (ESP)                    | DNF-11     |
| 146        | Alexey Lutsenko (KAZ) (estrada e CRI) | 46.        |
| 147        | Luis León Sánchez (ESP) (estrada)     | 32.        |
| 148        | Harold Tejada (COL)                   | 45.        |

| Lotto-Soudal LTS | Lotto-Soudal LTS       | Lotto-Soudal LTS |
| ---------------- | ---------------------- | ---------------- |
| Num              | Ciclista               | Pos              |
| 151              | Caleb Ewan (AUS)       | 144.             |
| 152              | Steff Cras (BEL)       | DNF-9            |
| 153              | Jasper De Buyst (BEL)  | 142.             |
| 154              | Thomas De Gendt (BEL)  | 52.              |
| 155              | John Degenkolb (GER)   | HD-1             |
| 156              | Frederik Frison (BEL)  | 145.             |
| 157              | Philippe Gilbert (BEL) | NP-2             |
| 158              | Roger Kluge (GER)      | 146.             |

| Mitchelton-Scott MTS | Mitchelton-Scott MTS          | Mitchelton-Scott MTS |
| -------------------- | ----------------------------- | -------------------- |
| Num                  | Ciclista                      | Pos                  |
| 161                  | Adam Yates (GBR)              | 9.                   |
| 162                  | Jack Bauer (NZL)              | 83.                  |
| 163                  | Sam Bewley (NZL)              | DNF-10               |
| 164                  | Esteban Chaves (COL)          | 23.                  |
| 165                  | Daryl Impey (RSA) (CRI)       | 97.                  |
| 166                  | Christopher Juul-Jensen (DEN) | 99.                  |
| 167                  | Luka Mezgec (SLO)             | 88.                  |
| 168                  | Mikel Nieve (ESP)             | DNF-17               |

| Israel Start-Up Nation ISN | Israel Start-Up Nation ISN  | Israel Start-Up Nation ISN |
| -------------------------- | --------------------------- | -------------------------- |
| Num                        | Ciclista                    | Pos                        |
| 171                        | Daniel Martin (IRL)         | 41.                        |
| 172                        | André Greipel (GER)         | DNF-18                     |
| 173                        | Ben Hermans (BEL)           | 68.                        |
| 174                        | Hugo Hofstetter (FRA)       | 115.                       |
| 175                        | Krists Neilands (LAT) (CRI) | 85.                        |
| 176                        | Guy Niv (ISR) (CRI)         | 139.                       |
| 177                        | Nils Politt (GER)           | 120.                       |
| 178                        | Tom Van Asbroeck (BEL)      | 98.                        |

| Total Direct Énergie TDE | Total Direct Énergie TDE | Total Direct Énergie TDE |
| ------------------------ | ------------------------ | ------------------------ |
| Num                      | Ciclista                 | Pos                      |
| 181                      | Niccolò Bonifazio (ITA)  | 141.                     |
| 182                      | Mathieu Burgaudeau (FRA) | 131.                     |
| 183                      | Lilian Calmejane (FRA)   | DNF-8                    |
| 184                      | Jérôme Cousin (FRA)      | HD-16                    |
| 185                      | Fabien Grellier (FRA)    | 117.                     |
| 186                      | Romain Sicard (FRA)      | 31.                      |
| 187                      | Geoffrey Soupe (FRA)     | 123.                     |
| 188                      | Anthony Turgis (FRA)     | 108.                     |

| NTT Pro Cycling NTT | NTT Pro Cycling NTT             | NTT Pro Cycling NTT |
| ------------------- | ------------------------------- | ------------------- |
| Num                 | Ciclista                        | Pos                 |
| 191                 | Giacomo Nizzolo (ITA) (estrada) | DNF-8               |
| 192                 | Edvald Boasson Hagen (NOR)      | 101.                |
| 193                 | Ryan Gibbons (RSA) (estrada)    | 121.                |
| 194                 | Michael Gogl (AUT)              | NP-19               |
| 195                 | Michael Valgren (DEN)           | 73.                 |
| 196                 | Roman Kreuziger (CZE)           | 109.                |
| 197                 | Domenico Pozzovivo (ITA)        | NP-10               |
| 198                 | Max Walscheid (GER)             | 134.                |

| Team Sunweb SUN | Team Sunweb SUN            | Team Sunweb SUN |
| --------------- | -------------------------- | --------------- |
| Num             | Ciclista                   | Pos             |
| 201             | Tiesj Benoot (BEL)         | 75.             |
| 202             | Nikias Arndt (GER)         | 126.            |
| 203             | Cees Bol (NED)             | 140.            |
| 204             | Marc Hirschi (SUI)         | 54.             |
| 205             | Søren Kragh Andersen (DEN) | 58.             |
| 206             | Joris Nieuwenhuis (NED)    | 103.            |
| 207             | Casper Pedersen (DEN)      | 92.             |
| 208             | Nicolas Roche (IRL)        | 64.             |

| B&B Hotels-Vital Concept p/b KTM BVC | B&B Hotels-Vital Concept p/b KTM BVC | B&B Hotels-Vital Concept p/b KTM BVC |
| ------------------------------------ | ------------------------------------ | ------------------------------------ |
| Num                                  | Ciclista                             | Pos                                  |
| 211                                  | Bryan Coquard (FRA)                  | 122.                                 |
| 212                                  | Cyril Barthe (FRA)                   | 96.                                  |
| 213                                  | Maxime Chevalier (FRA)               | 136.                                 |
| 214                                  | Jens Debusschere (BEL)               | HD-17                                |
| 215                                  | Cyril Gautier (FRA)                  | 78.                                  |
| 216                                  | Quentin Pacher (FRA)                 | 53.                                  |
| 217                                  | Kévin Réza (FRA)                     | 137.                                 |
| 218                                  | Pierre Rolland (FRA)                 | 18.                                  |

| Ineos Grenadiers IGD | Ineos Grenadiers IGD       | Ineos Grenadiers IGD |
| -------------------- | -------------------------- | -------------------- |
| Num                  | Ciclista                   | Pos                  |
| 1                    | Egan Bernal (COL)          | NP-17                |
| 2                    | Andrey Amador (CRC)        | 77.                  |
| 3                    | Richard Carapaz (ECU)      | 13.                  |
| 4                    | Jonathan Castroviejo (ESP) | NP-19                |
| 5                    | Michał Kwiatkowski (POL)   | 30.                  |
| 6                    | Luke Rowe (GBR)            | 129.                 |
| 7                    | Pavel Sivakov (RUS)        | 87.                  |
| 8                    | Dylan van Baarle (NED)     | 59.                  |

| Jumbo-Visma TJV | Jumbo-Visma TJV               | Jumbo-Visma TJV |
| --------------- | ----------------------------- | --------------- |
| Num             | Ciclista                      | Pos             |
| 11              | Primož Roglič (SLO) (estrada) | 2.              |
| 12              | George Bennett (NZL)          | 34.             |
| 13              | Amund Grøndahl Jansen (NOR)   | 128.            |
| 14              | Tom Dumoulin (NED)            | 7.              |
| 15              | Robert Gesink (NED)           | 42.             |
| 16              | Sepp Kuss (USA)               | 15.             |
| 17              | Tony Martin (GER)             | 118.            |
| 18              | Wout van Aert (BEL) (CRI)     | 20.             |

| Bora-Hansgrohe BOH | Bora-Hansgrohe BOH          | Bora-Hansgrohe BOH |
| ------------------ | --------------------------- | ------------------ |
| Num                | Ciclista                    | Pos                |
| 21                 | Peter Sagan (SVK)           | 84.                |
| 22                 | Emanuel Buchmann (GER)      | 38.                |
| 23                 | Felix Großschartner (AUT)   | 63.                |
| 24                 | Lennard Kämna (GER)         | 33.                |
| 25                 | Gregor Mühlberger (AUT)     | DNF-11             |
| 26                 | Daniel Oss (ITA)            | 105.               |
| 27                 | Lukas Pöstlberger (AUT)     | DNF-19             |
| 28                 | Maximilian Schachmann (GER) | 57.                |

| AG2R La Mondiale ALM | AG2R La Mondiale ALM    | AG2R La Mondiale ALM |
| -------------------- | ----------------------- | -------------------- |
| Num                  | Ciclista                | Pos                  |
| 31                   | Romain Bardet (FRA)     | NP-14                |
| 32                   | Mikaël Cherel (FRA)     | 26.                  |
| 33                   | Benoît Cosnefroy (FRA)  | 116.                 |
| 34                   | Pierre Latour (FRA)     | DNF-14               |
| 35                   | Oliver Naesen (BEL)     | 61.                  |
| 36                   | Nans Peters (FRA)       | 65.                  |
| 37                   | Clément Venturini (FRA) | 104.                 |
| 38                   | Alexis Vuillermoz (FRA) | 35.                  |

| Deceuninck-Quick Step DQT | Deceuninck-Quick Step DQT            | Deceuninck-Quick Step DQT |
| ------------------------- | ------------------------------------ | ------------------------- |
| Num                       | Ciclista                             | Pos                       |
| 41                        | Julian Alaphilippe (FRA)             | 36.                       |
| 42                        | Kasper Asgreen (DEN) (estrada e CRI) | 114.                      |
| 43                        | Sam Bennett (IRL) (estrada)          | 138.                      |
| 44                        | Rémi Cavagna (FRA) (CRI)             | 113.                      |
| 45                        | Tim Declercq (BEL)                   | 127.                      |
| 46                        | Dries Devenyns (BEL)                 | 90.                       |
| 47                        | Bob Jungels (LUX) (CRI)              | 43.                       |
| 48                        | Michael Mørkøv (DEN)                 | 130.                      |

| Groupama-FDJ GFC | Groupama-FDJ GFC                      | Groupama-FDJ GFC |
| ---------------- | ------------------------------------- | ---------------- |
| Num              | Ciclista                              | Pos              |
| 51               | Thibaut Pinot (FRA)                   | 29.              |
| 52               | William Bonnet (FRA)                  | DNF-8            |
| 53               | David Gaudu (FRA)                     | DNF-16           |
| 54               | Stefan Küng (SUI) (CRI)               | NP-17            |
| 55               | Mathieu Ladagnous (FRA)               | 94.              |
| 56               | Valentin Madouas (FRA)                | 27.              |
| 57               | Rudy Molard (FRA)                     | 39.              |
| 58               | Sébastien Reichenbach (SUI) (estrada) | 24.              |

| Bahrain McLaren TBM | Bahrain McLaren TBM      | Bahrain McLaren TBM |
| ------------------- | ------------------------ | ------------------- |
| Num                 | Ciclista                 | Pos                 |
| 61                  | Mikel Landa (ESP)        | 4.                  |
| 62                  | Pello Bilbao (ESP) (CRI) | 16.                 |
| 63                  | Damiano Caruso (ITA)     | 10.                 |
| 64                  | Sonny Colbrelli (ITA)    | 93.                 |
| 65                  | Marco Haller (AUT)       | 143.                |
| 66                  | Matej Mohorič (SLO)      | 76.                 |
| 67                  | Wout Poels (NED)         | 110.                |
| 68                  | Rafa Valls (ESP)         | NP-2                |

| EF Pro Cycling EF1 | EF Pro Cycling EF1                 | EF Pro Cycling EF1 |
| ------------------ | ---------------------------------- | ------------------ |
| Num                | Ciclista                           | Pos                |
| 71                 | Rigoberto Urán (COL)               | 8.                 |
| 72                 | Alberto Bettiol (ITA)              | 62.                |
| 73                 | Hugh Carthy (GBR)                  | 37.                |
| 74                 | Sergio Higuita (COL) (estrada)     | DNF-15             |
| 75                 | Jens Keukeleire (BEL)              | 89.                |
| 76                 | Daniel Felipe Martínez (COL) (CRI) | 28.                |
| 77                 | Neilson Powless (USA)              | 56.                |
| 78                 | Tejay van Garderen (USA)           | 91.                |

| Arkéa-Samsic ARK | Arkéa-Samsic ARK     | Arkéa-Samsic ARK |
| ---------------- | -------------------- | ---------------- |
| Num              | Ciclista             | Pos              |
| 81               | Nairo Quintana (COL) | 17.              |
| 82               | Winner Anacona (COL) | 66.              |
| 83               | Warren Barguil (FRA) | 14.              |
| 84               | Kévin Ledanois (FRA) | 102.             |
| 85               | Dayer Quintana (COL) | 95.              |
| 86               | Diego Rosa (ITA)     | DNF-8            |
| 87               | Clément Russo (FRA)  | 133.             |
| 88               | Connor Swift (GBR)   | 106.             |

| Movistar Team MOV | Movistar Team MOV        | Movistar Team MOV |
| ----------------- | ------------------------ | ----------------- |
| Num               | Ciclista                 | Pos               |
| 91                | Alejandro Valverde (ESP) | 12.               |
| 92                | Dario Cataldo (ITA)      | 80.               |
| 93                | Imanol Erviti (ESP)      | 74.               |
| 94                | Enric Mas (ESP)          | 5.                |
| 95                | Nelson Oliveira (POR)    | 55.               |
| 96                | José Joaquín Rojas (ESP) | 70.               |
| 97                | Marc Soler (ESP)         | 21.               |
| 98                | Carlos Verona (ESP)      | 19.               |

| Trek-Segafredo TFS | Trek-Segafredo TFS            | Trek-Segafredo TFS |
| ------------------ | ----------------------------- | ------------------ |
| Num                | Ciclista                      | Pos                |
| 101                | Richie Porte (AUS)            | 3.                 |
| 102                | Niklas Eg (DEN)               | 51.                |
| 103                | Kenny Elissonde (FRA)         | 25.                |
| 104                | Bauke Mollema (NED)           | DNF-13             |
| 105                | Mads Pedersen (DEN) (estrada) | 124.               |
| 106                | Toms Skujiņš (LAT) (estrada)  | 81.                |
| 107                | Jasper Stuyven (BEL)          | 71.                |
| 108                | Edward Theuns (BEL)           | 119.               |

| CCC Team CCC | CCC Team CCC               | CCC Team CCC |
| ------------ | -------------------------- | ------------ |
| Num          | Ciclista                   | Pos          |
| 111          | Greg Van Avermaet (BEL)    | 50.          |
| 112          | Alessandro De Marchi (ITA) | 100.         |
| 113          | Simon Geschke (GER)        | 48.          |
| 114          | Jan Hirt (CZE)             | 67.          |
| 115          | Jonas Koch (GER)           | 125.         |
| 116          | Michael Schär (SUI)        | 69.          |
| 117          | Matteo Trentin (ITA)       | 79.          |
| 118          | Ilnur Zakarin (RUS)        | DNF-12       |

| Cofidis COF | Cofidis COF               | Cofidis COF |
| ----------- | ------------------------- | ----------- |
| Num         | Ciclista                  | Pos         |
| 121         | Guillaume Martin (FRA)    | 11.         |
| 122         | Simone Consonni (ITA)     | 112.        |
| 123         | Nicolas Edet (FRA)        | 49.         |
| 124         | Jesús Herrada (ESP)       | 44.         |
| 125         | Christophe Laporte (FRA)  | 107.        |
| 126         | Anthony Perez (FRA)       | DNF-3       |
| 127         | Pierre-Luc Périchon (FRA) | 86.         |
| 128         | Elia Viviani (ITA)        | 135.        |

| UAE Team Emirates UAD | UAE Team Emirates UAD      | UAE Team Emirates UAD |
| --------------------- | -------------------------- | --------------------- |
| Num                   | Ciclista                   | Pos                   |
| 131                   | Tadej Pogačar (SLO) (CRI)  | 1.                    |
| 132                   | Fabio Aru (ITA)            | DNF-9                 |
| 133                   | David de la Cruz (ESP)     | 72.                   |
| 134                   | Davide Formolo (ITA)       | NP-11                 |
| 135                   | Alexander Kristoff (NOR)   | 132.                  |
| 136                   | Vegard Stake Laengen (NOR) | 82.                   |
| 137                   | Marco Marcato (ITA)        | 111.                  |
| 138                   | Jan Polanc (SLO)           | 40.                   |

| Astana AST | Astana AST                            | Astana AST |
| ---------- | ------------------------------------- | ---------- |
| Num        | Ciclista                              | Pos        |
| 141        | Miguel Ángel López (COL)              | 6.         |
| 142        | Omar Fraile (ESP)                     | 60.        |
| 143        | Hugo Houle (CAN)                      | 47.        |
| 144        | Gorka Izagirre (ESP)                  | 22.        |
| 145        | Ion Izagirre (ESP)                    | DNF-11     |
| 146        | Alexey Lutsenko (KAZ) (estrada e CRI) | 46.        |
| 147        | Luis León Sánchez (ESP) (estrada)     | 32.        |
| 148        | Harold Tejada (COL)                   | 45.        |

| Lotto-Soudal LTS | Lotto-Soudal LTS       | Lotto-Soudal LTS |
| ---------------- | ---------------------- | ---------------- |
| Num              | Ciclista               | Pos              |
| 151              | Caleb Ewan (AUS)       | 144.             |
| 152              | Steff Cras (BEL)       | DNF-9            |
| 153              | Jasper De Buyst (BEL)  | 142.             |
| 154              | Thomas De Gendt (BEL)  | 52.              |
| 155              | John Degenkolb (GER)   | HD-1             |
| 156              | Frederik Frison (BEL)  | 145.             |
| 157              | Philippe Gilbert (BEL) | NP-2             |
| 158              | Roger Kluge (GER)      | 146.             |

| Mitchelton-Scott MTS | Mitchelton-Scott MTS          | Mitchelton-Scott MTS |
| -------------------- | ----------------------------- | -------------------- |
| Num                  | Ciclista                      | Pos                  |
| 161                  | Adam Yates (GBR)              | 9.                   |
| 162                  | Jack Bauer (NZL)              | 83.                  |
| 163                  | Sam Bewley (NZL)              | DNF-10               |
| 164                  | Esteban Chaves (COL)          | 23.                  |
| 165                  | Daryl Impey (RSA) (CRI)       | 97.                  |
| 166                  | Christopher Juul-Jensen (DEN) | 99.                  |
| 167                  | Luka Mezgec (SLO)             | 88.                  |
| 168                  | Mikel Nieve (ESP)             | DNF-17               |

| Israel Start-Up Nation ISN | Israel Start-Up Nation ISN  | Israel Start-Up Nation ISN |
| -------------------------- | --------------------------- | -------------------------- |
| Num                        | Ciclista                    | Pos                        |
| 171                        | Daniel Martin (IRL)         | 41.                        |
| 172                        | André Greipel (GER)         | DNF-18                     |
| 173                        | Ben Hermans (BEL)           | 68.                        |
| 174                        | Hugo Hofstetter (FRA)       | 115.                       |
| 175                        | Krists Neilands (LAT) (CRI) | 85.                        |
| 176                        | Guy Niv (ISR) (CRI)         | 139.                       |
| 177                        | Nils Politt (GER)           | 120.                       |
| 178                        | Tom Van Asbroeck (BEL)      | 98.                        |

| Total Direct Énergie TDE | Total Direct Énergie TDE | Total Direct Énergie TDE |
| ------------------------ | ------------------------ | ------------------------ |
| Num                      | Ciclista                 | Pos                      |
| 181                      | Niccolò Bonifazio (ITA)  | 141.                     |
| 182                      | Mathieu Burgaudeau (FRA) | 131.                     |
| 183                      | Lilian Calmejane (FRA)   | DNF-8                    |
| 184                      | Jérôme Cousin (FRA)      | HD-16                    |
| 185                      | Fabien Grellier (FRA)    | 117.                     |
| 186                      | Romain Sicard (FRA)      | 31.                      |
| 187                      | Geoffrey Soupe (FRA)     | 123.                     |
| 188                      | Anthony Turgis (FRA)     | 108.                     |

| NTT Pro Cycling NTT | NTT Pro Cycling NTT             | NTT Pro Cycling NTT |
| ------------------- | ------------------------------- | ------------------- |
| Num                 | Ciclista                        | Pos                 |
| 191                 | Giacomo Nizzolo (ITA) (estrada) | DNF-8               |
| 192                 | Edvald Boasson Hagen (NOR)      | 101.                |
| 193                 | Ryan Gibbons (RSA) (estrada)    | 121.                |
| 194                 | Michael Gogl (AUT)              | NP-19               |
| 195                 | Michael Valgren (DEN)           | 73.                 |
| 196                 | Roman Kreuziger (CZE)           | 109.                |
| 197                 | Domenico Pozzovivo (ITA)        | NP-10               |
| 198                 | Max Walscheid (GER)             | 134.                |

| Team Sunweb SUN | Team Sunweb SUN            | Team Sunweb SUN |
| --------------- | -------------------------- | --------------- |
| Num             | Ciclista                   | Pos             |
| 201             | Tiesj Benoot (BEL)         | 75.             |
| 202             | Nikias Arndt (GER)         | 126.            |
| 203             | Cees Bol (NED)             | 140.            |
| 204             | Marc Hirschi (SUI)         | 54.             |
| 205             | Søren Kragh Andersen (DEN) | 58.             |
| 206             | Joris Nieuwenhuis (NED)    | 103.            |
| 207             | Casper Pedersen (DEN)      | 92.             |
| 208             | Nicolas Roche (IRL)        | 64.             |

| B&B Hotels-Vital Concept p/b KTM BVC | B&B Hotels-Vital Concept p/b KTM BVC | B&B Hotels-Vital Concept p/b KTM BVC |
| ------------------------------------ | ------------------------------------ | ------------------------------------ |
| Num                                  | Ciclista                             | Pos                                  |
| 211                                  | Bryan Coquard (FRA)                  | 122.                                 |
| 212                                  | Cyril Barthe (FRA)                   | 96.                                  |
| 213                                  | Maxime Chevalier (FRA)               | 136.                                 |
| 214                                  | Jens Debusschere (BEL)               | HD-17                                |
| 215                                  | Cyril Gautier (FRA)                  | 78.                                  |
| 216                                  | Quentin Pacher (FRA)                 | 53.                                  |
| 217                                  | Kévin Réza (FRA)                     | 137.                                 |
| 218                                  | Pierre Rolland (FRA)                 | 18.                                  |

Convenções:
- AB-N: Abandono na etapa "N"
- FLT-N: Retiro por chegada fora do limite de tempo na etapa "N"
- NTS-N: Não tomou a saída para a etapa "N"
- DES-N: Desclassificado ou expulsado na etapa "N"

## UCI World Ranking
O Tour de France outorgará pontos para o UCI World Ranking para corredores das equipas nas categorias UCI WorldTeam, UCI ProTeam e Equipas Continentais. A seguinte tabela são o barómetro de pontuação e os 10 corredores que obtiveram pontos:
| Posição                  | 1.º  | 2.º | 3.º | 4.º | 5.º | 6.º | 7.º | 8.º | 9.º | 10.º | 11.º | 12.º | 13.º | 14.º | 15.º | 16.º | 17.º | 18.º | 19.º | 20.º | 21.º-25.º | 26.º-30.º | 31.º-40.º | 41.º-50.º | 51.º-55.º | 56.º-60.º |
| Classificação geral      | 1000 | 800 | 675 | 575 | 475 | 400 | 325 | 275 | 225 | 175  | 150  | 125  | 105  | 85   | 75   | 70   | 65   | 60   | 55   | 50   | 40        | 30        | 25        | 20        | 15        | 10        |
| Por etapa                | 120  | 50  | 25  | 15  | 5   |     |     |     |     |      |      |      |      |      |      |      |      |      |      |      |           |           |           |           |           |           |
| Líder                    | 25   |     |     |     |     |     |     |     |     |      |      |      |      |      |      |      |      |      |      |      |           |           |           |           |           |           |
| Classificação secundária | 120  | 50  | 25  |     |     |     |     |     |     |      |      |      |      |      |      |      |      |      |      |      |           |           |           |           |           |           |

| Classificação |                    |                       |       |       |       |            |       |
| Posição       | Ciclista           | Equipa                | Geral | Etapa | Líder | Secundária | Total |
| ------------- | ------------------ | --------------------- | ----- | ----- | ----- | ---------- | ----- |
| 1.º           | Tadej Pogačar      | UAE Emirates          | 1000  | 440   | 25    | 120        | 1585  |
| 2.º           | Primož Roglič      | Jumbo-Visma           | 800   | 290   | 275   | 25         | 1390  |
| 3.º           | Richie Porte       | Trek-Segafredo        | 675   | 55    | -     | -          | 730   |
| 4.º           | Mikel Landa        | Bahrain McLaren       | 575   | 5     | -     | -          | 580   |
| 5.º           | Miguel Ángel López | Astana                | 400   | 135   | -     | -          | 535   |
| 6.º           | Sam Bennett        | Deceuninck-Quick Step | -     | 380   | -     | 120        | 500   |
| 7.º           | Enric Mas          | Movistar              | 475   | 5     | -     | -          | 480   |
| 8.º           | Tom Dumoulin       | Jumbo-Visma           | 325   | 50    | -     | -          | 375   |
| 9.º           | Wout van Aert      | Jumbo-Visma           | 50    | 305   | -     | -          | 355   |
| 10.º          | Adam Yates         | Mitchelton-Scott      | 225   | 25    | 100   | -          | 350   |

## Aspectos extra-desportivos

France.tv sport (2018)

Eurosport (2015)

### Mediatização das provas
- França TV Sport - França
- Eurosport - Europa
- ARD - Alemanha
- DKTV2 - Dinamarca
- RTL - Luxemburgo
- RTP - Portugal
- SRG SSR - Suíça
- CaracolTV - Colômbia
- Supersport - África subsaariana
- CCTV - Chinesa
- Sky Sports - Nova Zelândia
- RTBF - Bélgica
- RTVE - Espanha
- TV2 - Noruega
- RTVS - Eslováquia
- ESPN Internacional - Latinoamérica e Caríbes
- Global Cycling Network - Estados Unidos e Canadá
- BeIn Sports - Oriente Médio e África de Norte
- Zhibo TV - China
- SBS - Austrália
- VRT - Bélgica
- RAIO DEPORTE - Itália
- NOSSAS - Países Baixos
- RTV SLO - Eslovénia
- FloBikes - Canadá
- NBC Sports - Estados Unidos
- Eurosport - Ásia do Sur Está
- J Deportes - Japão
- TV5 Monde - Estados Unidos África - Oriente Médio América do Sul

Devido à crise sanitária, das medidas estão postas em marcha para os meios de comunicação : os comentários do Tour de France estão realizados em estúdios e em mais lugar. Apenas alguns jornalistas são destacados no local para seguir a corrida em moto e para realizar entrevistas dos corredores às saídas e chegadas. As entrevistas dos directores desportivos na estrada já não são autorizadas, assim como o acesso dos jornalistas aos autocarros das equipas.

### Produtos
Para o segundo ano consecutiva, a célebre marca Panini lança um novo álbum de quadrinhos, esta colecção comporta 384 quadrinhos e 44 mapas que representam os corredores, as camisolas das equipas, as bicicletas, as cidades-etapas ou ainda as subidas mais conhecidas. Neste álbum uma homenagem é feita a Raymond Poulidor.

### Solidariedade
Do sábado 27 de junho a domingo 20 de setembro, a operação Tour de France Solidária está lançada com o fim de sustentar várias operações destinadas a promover o papel da bicicleta em particular como resposta às consequências da crise sanitária. Para dar felicidade aos meninos e modificar concretamente o dia a dia das pessoas desfavorecidas, mais de 1 500 bicicletas são oferecidos pelo Tour de France a várias associações sócias, na França e a nível internacional. Durante todo o Verão é organizada igulamente uma grande recolha de bicicletas, com o objectivo de voltar a dar vida a 5 000 bicicletas. Um chamada aos donativos é organizada no website da Volta.

### Virtual
Começando em julho, o primeiro Tour de France virtual da História tem lugar na a plataforma Zwift. Esta corrida profissional reunirá os melhores ciclistas do circuito. Com os homens, Egan Bernal, Geraint Thomas, Christopher Froome, Julian Alaphilippe, Richie Porte, Greg Van Avermaet, Mathieu Van der Poel, Warren Barguil ou ainda Romain Bardet, e nas mulheres, Anna van der Breggen, Marianne Vos, Audrey Cordon-Ragot. O percurso compreende 6 etapas na plataforma Zwift. Ambas primeiras etapas, montanhosas, têm lugar numa decoração que recorda Nice, cidade de partida, para 4 e 5 de julho. A etapa 3 é plana, inspirada do nordeste da França, enquanto a quarta é escarpada numa decoração do Sul-Oeste da França. A cimeira desta Volta virtual tem lugar durante a quinta etapa com uma chegada Chalet-Reynard, antes de uma última jornada de corrida que leva aos Campos Elísios.

### Patrocinadores

Camisola verde da classificação por pontos.

- Os patrocinadores maiores da Volta de 2020 são LCL, Skoda, E.leclerc, Krys e Continental, respectivamente da camisola amarela, verde, às bolinhas, branca e dos vencedores de etapa.
- Ambos difussores oficiais são France.tv Sport e a cobertura Eurovision.
- Entre os sócios oficiais, encontre-se Vittel, Orange, Le Coq sportif, Enedis, Century 21, o chronometrista oficial Tissot, NTT, AG2R La Mundial, o sócio do prêmio da combatividade Antargaz e aquele do classificação por equipas Namedsport.
- Os provedores oficiais são Cochonou, Le Gaulois, Bostik, Senseo, Logis de France, Banane de Guadalupe & Martinique, Mavic, Sodexo, Adecco, FDJ, Domitys, Yamaha, Amora e Puget.
- Haribo e X-TRA são os apoios oficiais desta edição.
- A marca de Nice Socca Chips dá suporte da grande Saída Nice de 2020.
- Doublet, XPO Logistics, Gruau, DNP, Norauto representem os sócios técnicos.
- Os sócios do mídias de comunicação oficial são Le Parisien, France Info e France blue.
- Há cinco sócios institucionais : Os Departamentos da França, a Associação dos prefeitos da França, o Ministério do Interior, Geração Pesca e Atout France.